# Lucidità terminale
La lucidità terminale è un improvviso ritorno di coscienza, chiarezza mentale o memoria in individui con disturbi psichiatrici o neurologici poco prima di morire. Il fenomeno è stato documentato in campo medico fin dal diciannovesimo secolo.
La lucidità terminale è un caso particolare del fenomeno chiamato lucidità paradossale, in cui il ritorno della lucidità mentale può avvenire in qualunque momento, non solo prima di morire. Tuttavia, "lucidità terminale" non è attualmente considerato un termine medico e non vi sono linee guida accettate su come identificare un episodio.
La lucidità terminale è un fenomeno ancora incompreso nel contesto della ricerca medica e psicologico, e non esiste un consenso su quali siano i suoi meccanismi sottostanti. Può avvenire anche in casi di gravi e irreversibili danni o degenerazioni cerebrali, la qual cosa costituisce una sfida al paradigma di irreversibilità delle demenze degenerative.
Lo studio della lucidità terminale presenta problemi di natura etica a causa della necessità di ottenere il consenso informato. Il personale medico può inoltre trovarsi ad affrontare dilemmi etici riguardo all'opportunità di indurre sedazione profonda nel paziente, con il rischio di limitare la lucidità terminale, e su come rispondere alle richieste dei familiari di modificare i programmi di cura del paziente.